# Himbeermaskenzikade
Die Himbeermaskenzikade (Macropsis fuscula), alternative Schreibweise: Himbeer-Maskenzikade, ist eine Zwergzikade aus der Unterfamilie der Maskenzikaden (Macropsinae). Sie wurde im Jahr 1828 von dem schwedischen Entomologen Johan Wilhelm Zetterstedt als Jassus fuscula erstbeschrieben. Sie gehört zur Untergattung Macropsis. Sie wird außerdem aufgrund ihrer Nahrungspflanzen in die so genannte Urtica-Gruppe (Urtica für „Brennnesseln“) gestellt.

## Merkmale
Die Zikaden werden 4,5–5 mm lang. Sie sind überwiegend hellgrau-gelb gefärbt. Die Zikaden weisen eine deutliche Dunkelzeichnung auf. Der Hinterleib weist blauschwarze breite Ringe auf. Der innere Rand des Clavus ist im Gegensatz zu der ähnlichen Art Macropsis scotti hell. Die Vorderflügeladern der Weibchen sind nahe der Spitze blass, nahe der Flügelbasis dunkel. Bei den Männchen sind diese einheitlich dunkel. An den Seiten der Schildchen-Basis befinden sich zwei große dunkler dreiecksförmiger Scutellarflecke. Auf dem Vertex (Scheitel) befindet sich über den Facettenaugen jeweils ein großer dunkler Marginalfleck. Das Gesicht der Zikaden weist ein charakteristisches Fleckenmuster auf. Es gibt zwei Varianten, eine mit Apikalfleck und eine ohne. Der Apikalfleck wird durch zwei kurze parallele senkrecht verlaufende dunkle Striche repräsentiert.

## Vorkommen
Die Himbeermaskenzikade ist in Europa fast überall vertreten. Im Osten reicht das Vorkommen bis nach Asien.

## Lebensweise
Die Imagines beobachtet man von Anfang April bis Mitte September. Die Art bildet eine Generation im Jahr und überwintert im Eistadium. Die Himbeermaskenzikade ernährt sich oligophag von Himbeere (Rubus idaeus), Kratzbeere (Rubus caesius) und Echter Brombeere (Rubus fruticosus). Die Larven und Imagines saugen an den Blättern der Wirtspflanze. Die Zikaden-Art gilt in Deutschland als ungefährdet.